# زيحان لليسار

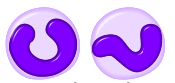
خلية عدلة مأطورة

زيحان لليسار أو زيحان الدم هو زيادة في عدد كرات الدم البيضاء غير الناضجة في الدم المحيطي، وخصوصًا في الخلايا المأطورة العدلة
قد يُستخدم المصطلح أيضًا بشكل أقل شيوعًا للإشارة إلى ظاهرة مشابهة في حالات فقر خلايا الدم الحمراء الشديدة، عندما تظهر الخلايا الشبكية وطلائع خلايا الدم الحمراء في الدورة الدموية الطرفية.

## التعريف
إن التعريف المُعتمد لمصطلح الزيحان لليسار هو وجود مؤكد للخلايا المأطورة بمعدل يزيد عن 700/ميكروليتر. كما يشير المصطلح ذاته إلى ممارسة قديمة في التقارير المعملية الورقية، حيث كان يتم تسجيل معدل الخلايا المأطورة في أقصى يسار الصفحة.[بحاجة لمصدر]

## الشكل
عادة ما يُلاحظ وجود الزيحان لليسار عند إجراء فحص مجهري على عينة من الدم. وغالبًا ما يُنظر إلى التأثير الجهازي لهذا الالتهاب كمؤشر لوجود عدوى نشطة، أو كعرض لبعض الحالات المرضية الشديدة مثل نقص التأكسج والصدمة. وقد توجد أجسام دوليه أيضًا في سيتوبلازم خلايا العدلات في حالات الإتنان أو حالات الالتهاب الحادة.

## نشوء المرض
يُعتقد أن السيتوكينات (بما فيها إنترلوكين 1 وعوامل نخر الورم) تزيد من سرعة إنتاج الخلايا من مخزن الخلايا التالية للتفتل في نخاع العظام، مما يؤدي إلى زيادة عدد الخلايا غير الناضجة.